# Dimitri Dragin
Dimitri Dragin (El Havre, 2 de diciembre de 1984) es un deportista francés que compitió en judo.
Ganó una medalla de bronce en el Campeonato Europeo de Judo de 2013, en la categoría de –66 kg. Participó en los Juegos Olímpicos de Pekín 2008, ocupando el quinto lugar en la categoría de –60 kg.

## Palmarés internacional
| Campeonato Europeo | Campeonato Europeo | Campeonato Europeo | Campeonato Europeo |
| Año                | Lugar              | Medalla            | Categoría          |
| ------------------ | ------------------ | ------------------ | ------------------ |
| 2013               | Budapest (Hungría) | Medalla de bronce  | –66 kg             |